# Zwartspriet-bandzweefvlieg
De zwartspriet-bandzweefvlieg (Epistrophe grossulariae) is een vliegensoort uit de familie van de zweefvliegen (Syrphidae). De wetenschappelijke naam van de soort is voor het eerst geldig gepubliceerd in 1882 door Meigen.